# Eduardo Ciannelli

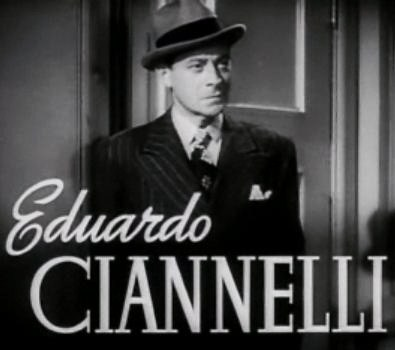
Dans Avocat mondain (1939)

Eduardo Ciannelli (parfois crédité Edward Ciannelli) est un acteur et chanteur italien, né sur l'île d'Ischia (Italie) le 30 août 1888, décédé à Rome (Italie) le 8 octobre 1969.

## Biographie
Eduardo Ciannelli étudie d'abord la médecine ainsi que le chant classique et, ce dernier l'emportant, devient baryton d'opéra, se produisant en Europe, notamment à La Scala de Milan.
Venu aux États-Unis, il y tourne un premier film (son unique muet) en 1917. Il attendra ensuite 1931 avant d'entamer une véritable carrière au cinéma, avec surtout des films américains et italiens, jusqu'à un dernier en 1969, l'année de sa mort.
De 1951 à 1969, il apparaît également à la télévision, dans des séries (Alfred Hitchcock presents, The Man from U.N.C.L.E.…).
Sa formation de chanteur l'amène au théâtre à Broadway en 1920, où il se produit d'abord dans deux comédies musicales, ensuite dans des pièces et une opérette, régulièrement jusqu'en 1936, puis une dernière fois en 1961. Il est coauteur d'une de ces pièces, Foolscap, en 1933 ; l'année suivante (1934), il est metteur en scène d'une autre, Mahogany Hall (il ne renouvellera pas ces deux expériences).

## Filmographie partielle

### Cinéma
- 1917 : The Food Gamblers d'Albert Parker
- 1931 : Cosi è la vita d'Eugene Roder
- 1936 : Sous les ponts de New York (Winterset) d'Alfred Santell
- 1937 : Femmes marquées (Marked Woman) de Lloyd Bacon
- 1939 : Gunga Din de George Stevens
- 1939 : Avocat mondain (Society Lawyer), d'Edwin L. Marin
- 1940 : Le Cargo maudit (Strange Cargo) de Frank Borzage
- 1940 : La Main de la momie (The Mummy's Hand) de Christy Cabanne
- 1940 : Kitty Foyle (Kitty Foyle : The Natural History of a Woman) de Sam Wood
- 1940 : Correspondant 17 (Foreign Correspondent) d'Alfred Hitchcock
- 1941 : Ellery Queen's Penthouse Mystery de James Patrick Hogan
- 1941 : L'aventure commence à Bombay (They met in Bombay) de Clarence Brown
- 1943 : Tessa, la nymphe au cœur fidèle (The Constant Nymph) d'Edmund Goulding
- 1943 : They Got Me Covered de David Butler
- 1943 : Pour qui sonne le glas (For Whom the Bell Tolls) de Sam Wood
- 1944 : Les Conspirateurs (The Conspirators) de Jean Negulesco
- 1944 : Tempête sur Lisbonne (Storm Over Lisbon) de George Sherman
- 1944 : Passage pour Marseille (Passage to Marseille) de Michael Curtiz
- 1944 : Le Masque de Dimitrios (The Mask of Demetrios) de Jean Negulesco
- 1945 : Une cloche pour Adano (A Bell for Adano) de Henry King
- 1945 : La Blonde incendiaire (Incendiary Blonde) de George Marshall
- 1945 : Dillinger, l'ennemi public n° 1 (Dillinger) de Max Nosseck
- 1946 : Gilda de Charles Vidor
- 1946 : La Femme de Monte-Cristo (The Wife of Monte Cristo) d'Edgar Georg Ulmer
- 1947 : Californie terre promise (California) de John Farrow
- 1947 : Moments perdus (The Lost Moment) de Martin Gabel
- 1948 : La Folle Enquête (On our merry Way) de Leslie Fenton et King Vidor
- 1948 : Ombres sur Paris (To the Victor) de Delmer Daves
- 1948 : Les Liens du passé (I Love Trouble) de S. Sylvan Simon
- 1949 : Échec à Borgia (Prince of Foxes)) de Henry King
- 1950 : Pacte avec le Diable (Patto col diavolo) de Luigi Chiarini
- 1950 : Plus fort que la haine (Gli inesorabili) de Camillo Mastrocinque et Roberto Savarese
- 1950 : Sangue sul sagrato de Goffredo Alessandrini
- 1951 : È l'amor che mi rovina de Mario Soldati
- 1951 : Le peuple accuse O'Hara (The People against O'Hara) de John Sturges
- 1952 : Sur le pont des soupirs (Sul ponte dei sospiri) d'Antonio Leonviola
- 1952 : Les Coupables (Processo alla città) de Luigi Zampa
- 1953 : La Maison du silence ou La Voix du silence (La voce del silenzio) de Georg Wilhelm Pabst
- 1953 : Les Vaincus (I vinti) de Michelangelo Antonioni
- 1954 : Rapt à Venise (The Stranger's Hand) de Mario Soldati (coproduction anglo-italienne)
- 1954 : Mambo de Robert Rossen
- 1954 : Du sang dans le soleil (Proibito) de Mario Monicelli
- 1955 : Je t'attendais (Luna nuova) de Luigi Capuano
- 1956 : Hélène de Troie (Helen of Troy) de Robert Wise
- 1957 : Il ricatto di un padre de Giuseppe Vari
- 1957 : Les Monstres de l'enfer vert (en) (Monster from Green Hell) de Kenneth G. Crane
- 1957 : Esclave des Amazones (Love Slaves of the Amazons) de Curt Siodmak
- 1958 : La Péniche du bonheur (Houseboat) de Melville Shavelson
- 1964 : La Rancune (The Visit) de Bernhard Wicki
- 1964 : Massacre au Grand Canyon (Massacro al Grande Canyon) d'Albert Band et Sergio Corbucci
- 1966 : La Poursuite impitoyable (The Chase) d'Arthur Penn
- 1968 : Les Frères siciliens (The Brotherhood) de Martin Ritt
- 1969 : L'Or de MacKenna (Mackenna's Gold) de J. Lee Thompson
- 1969 : Le Secret de Santa Vittoria (The Secret of Santa Vittoria) de Stanley Kramer
- 1969 : La Colline des bottes (La collina degli stivali) de Giuseppe Colizzi

### Télévision (séries)
- 1957 : I Love Lucy, un épisode
- 1958 : Perry Mason, un épisode
- 1958-1959 : Have Gun – Will Travel, deux épisodes
- 1959 : La Grande Caravane (Wagon Train), un épisode
- 1959-1960 : Johnny Staccato, dix-neuf épisodes
- 1960-1962 : Les Incorruptibles (The Untouchables), deux épisodes
- 1961 : Naked City, un épisode
- 1961-1962 : Thriller, deux épisodes
- 1962 : Alfred Hitchcock présente (Alfred Hitchcock presents), deux épisodes
- 1964 : L'Homme à la Rolls (Burke's Law), un épisode
- 1965-1966 : Des agents très spéciaux (The Man from U.N.C.L.E.), trois épisodes
- 1966 : Le Virginien (The Virginian), un épisode
- 1966 : Le Fugitif (The Fugitive), un épisode
- 1967 : Au cœur du temps (Au cœur du temps), un épisode
- 1967 : Les Espions (I Spy), un épisode
- 1967 : Mission impossible (Mission : Impossible), un épisode
- 1969 : L'Homme de fer (Ironside), un épisode

## Théâtre (à Broadway)
Comme acteur, sauf mention contraire ou complémentaire
- 1920 : Always You, comédie musicale, musique de Herbert Stothart, livret et lyrics d'Oscar Hammerstein II
- 1920 : Rose-Marie, comédie musicale, musique de Rudolf Friml et Herbert Stothart, livret et lyrics d'Otto Harbach et Oscar Hammerstein II
- 1927 : Marionette, che passione ! (Puppets of Passion) de Pier Maria Rosso di San Secondo, mise en scène de David Burton, avec Chester Erskine, Rose Hobart, Frank Morgan, Erskine Sanford (+ adaptation, conjointement avec Ernst Boyd)
- 1928-1929 : The Front Page, pièce de Ben Hecht et Charles MacArthur, mise en scène de George S. Kaufman, avec Walter Baldwin, George Barbier, Joseph Calleia, Willard Robertson
- 1930 : Sari, opérette, musique d'Emmerich Kalman, livret adapté par C.S. Cushing et E.P. Heath, d'après Julius Wilhelm et Fritz Greenbaum
- 1930 : This Man's Town, pièce de Willard Robertson, avec Sam Levene, Marjorie Main, Pat O'Brien, Willard Robertson
- 1930 : Oncle Vania (Uncle Vanya), pièce d'Anton Tchekhov adaptée par Rose Caylor, avec Walter Connolly, Lillian Gish
- 1930 : Le Revizor (The Inspector General), pièce de Nicolas Gogol adaptée par John Anderson, avec Romney Brent, J. Edward Bromberg, Dorothy Gish, Edward Rigby
- 1931 : The Wiser they are, pièce de Sheridan Gibney, avec Ruth Gordon
- 1931-1932 : Reunion in Vienna, pièce de Robert E. Sherwood, avec Lynn Fontanne, Lloyd Nolan, Henry Travers, Helen Westley
- 1933 : Foolscap, avec Alan Marshal, Henry O'Neill, Richard Whorf, Frederick Worlock (+ auteur, conjointement avec Gennaro Mario Curci)
- 1934 : Mahogany Hall, pièce de Charles Robinson (metteur en scène)
- 1934 : Yellow Jack, pièce de Sidney Howard et Paul De Kruif, avec Lloyd Gough, Robert Keith, Barton MacLane, Sam Levene, Millard Mitchell, James Stewart
- 1935 : A Journey by Night, pièce d'Arthur Goodrich d'après Leo Perutz, avec Albert Dekker, Frank Wilcox, James Stewart
- 1935-1936 : Winterset, pièce de Maxwell Anderson, avec Richard Bennett, Abner Biberman, Margo, Burgess Meredith
- 1936 : Sainte Jeanne (Saint Joan), pièce de George Bernard Shaw, avec Brian Aherne, Katharine Cornell, George Coulouris, John Cromwell, Maurice Evans, Tyrone Power, Kent Smith, Charles Waldron
- 1961 : The Devil's Advocate, pièce écrite, produite et mise en scène par Dore Schary, d'après un roman de Morris L. West, costumes de Theoni V. Aldredge, avec Leo Genn, Sam Levene, Edward Mulhare